# Hemimysis anomala
Hemimysis anomala, là một loài động vật giáp xác giống tôm trong bộ Mysida, nguồn gốc ở khu vực Ponto-Caspian, đã được lan rộng khắp châu Âu từ những năm 1950.

## Môi trường sống
Hemimysis anomala thích bề mặt đáy cứng, bao gồm đá và vỏ và tránh đáy mềm và các vùng thực vật rậm rạp hoặc bồi lắng cao. Trong phạm vi nguồn gốc của nó, loài này được tìm thấy ở độ sâu từ 0,5 đến 50 mét (1,6–160 ft), mặc dù chúng thường sống ở độ sâu 6–10 m (20–33 ft). Loài này thường được tìm thấy trong vùng nước ao tù, nó cũng đã được tìm thấy dọc theo đá, bờ biển sóng tiếp biển. Nó chịu đựng nồng độ mặn 0-19 ppt và thích nhiệt độ nước 9-20 °C (48-68 °F). Chúng có thể tồn tại nhiệt độ 0 °C (32 °F) vào mùa đông, nhưng không phải không có tỷ lệ tử vong đáng kể.